# فرسان الغرام (فلم)
فرسان الغرام فيلم مصري دراما ورومانسي، إنتاج عام 1968 بطولة فهد بلان وناهد يسري وإسماعيل ياسين، ومن تأليف محسن السمراني وإخراج ألبير نجيب.

## قصة الفيلم
في إحدى القبائل، نما شاب فلاح في ظروف صعبة، يتعرف على فتاة شديدة الثراء، ويتبادلان الحب، ويرفض أهل الفتاة أن تتزوج من هذا الشاب، تسقط الفتاة مع الشاب، وتحمل طفلها، وأمام هذه الزلة فإن الأسرة تحاول التخلص من ابنتها.

## طاقم العمل

### الممثلين
- فهد بلان
- ناهد يسري
- إسماعيل ياسين
- إبراهيم مرعشلي
- هند طاهر
- لمياء فغالي
- أبو تامر
- اماليا أبي صالح
- زين الصيداني
- سمير أبو سعيد
- ليلى فاضل
- أمال عفيش
- صلاح تيزاني
- عبدالله الديركي
- مريم فخر الدين